# (4031) Mueller
(4031) Mueller es un asteroide perteneciente al cinturón interior de asteroides descubierto el 12 de febrero de 1985 por Carolyn Jean S. Shoemaker desde el observatorio del Monte Palomar, Estados Unidos.

## Designación y nombre
Mueller recibió inicialmente la designación de 1985 CL.
Posteriormente, en 1989, se nombró en honor de la astrónoma estadounidense Jean Mueller.

## Características orbitales
Mueller orbita a una distancia media de 1,934 ua del Sol, pudiendo alejarse hasta 2,129 ua y acercarse hasta 1,739 ua. Tiene una inclinación orbital de 18,91 grados y una excentricidad de 0,101. Emplea 982,5 días en completar una órbita alrededor del Sol.
Mueller forma parte del grupo asteroidal de Hungaria.

## Características físicas
La magnitud absoluta de Mueller es 13,1 y el periodo de rotación de 2,942 horas.